# Chthonius tenerifae
Chthonius tenerifae es una especie de arácnido  del orden Pseudoscorpionida de la familia Chthoniidae.

## Distribución geográfica
Es endémico de las islas Canarias (España); se ha encontrado en Tenerife.

## Descripción
Miden unos 1,64 mm de longitud total.